# Richard T. Knowles

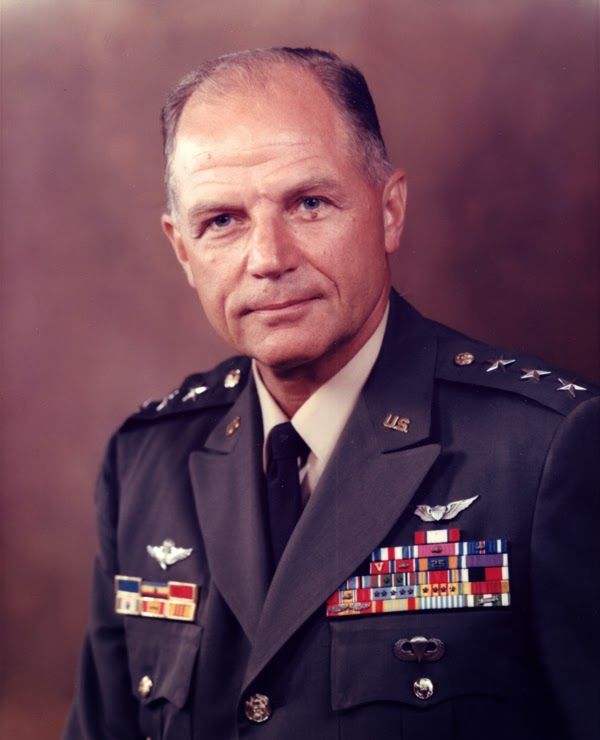
Richard T. Knowles

Richard Thomas Knowles (* 20. Dezember 1916 in Chicago, Illinois; † 18. September 2013 in Roswell, New Mexico) war ein Generalleutnant der United States Army. Er kommandierte unter anderem das I. Korps.
Über das ROTC-Programm der University of Illinois gelangte er im Jahr 1942 in das Offizierskorps des US-Heeres. Dort wurde er als Leutnant der Infanterie zugeteilt. In der Armee durchlief er anschließend alle Offiziersränge vom Leutnant bis zum Drei-Sterne-General.
Im Juni 1944 nahm Knowles während des Zweiten Weltkriegs an der Operation Neptune, die Teil der Alliierten Landung in der Normandie war, teil. Nach dem Krieg bekleidete er verschiedene Positionen, bis er im Koreakrieg eingesetzt wurde. Dort nahm er an der Landung bei Incheon teil. Später setzte er seine Offizierslaufbahn in den Vereinigten Staaten fort. Im Jahr 1964 wurde er Stabsoffizier bei der 11th Air Assault Division. Gleichzeitig erreichte er mit seiner Beförderung zum Brigadegeneral die Generalsränge. In den folgenden Jahren war er mehrmals im Vietnamkrieg eingesetzt. Dort gehörte er zunächst dem Stab der 1. Kavalleriedivision an. Später kommandierte er die 196. Infanteriebrigade. Nach seiner Beförderung zum Generalmajor übernahm er erneut in Vietnam das Kommando über die Task Force Oregon. Die Größe dieser Einheit entsprach der einer Division, sie erhielt später den Namen 23. Infanteriedivision. Zu diesem Zeitpunkt war Knowles aber nicht mehr deren Kommandeur.
Zu Knowles’ Verwendungen als Stabsoffizier zählte eine Versetzung zum Stabschef Joint Chiefs of Staff, wo er die Stabsabteilung für Operationen leitete. Am 1. August 1972 übernahm Richard Knowles nunmehr als Generalleutnant das Kommando über das in Südkorea stationierte I. Korps. In dieser Funktion löste er Glenn D. Walker ab. Dieses Amt bekleidete er bis zum 17. Juli 1973, als er von James F. Hollingsworth abgelöst wurde. Anschließend blieb er in Südkorea, wo er bis 1974 stellvertretender Kommandeur der 8. Armee war. Danach schied er aus dem aktiven Militärdienst aus.
Nach seiner Pensionierung zog Richard Knowles nach New Mexico, wo er sich politisch für die Republikanische Partei engagierte. Von 1983 bis 1998 vertrat er diese im Repräsentantenhaus von New Mexico. Außerdem setzte er sich für die Belange des New Mexico Military Institutes ein.
Richard Knowles starb am 18. September 2013 in Roswell und wurde auf dem Nationalfriedhof Arlington beigesetzt. 

## Orden und Auszeichnungen
Richard Knowles erhielt im Lauf seiner militärischen Laufbahn unter anderem folgende Auszeichnungen:
- Army Distinguished Service Medal
- Silver Star
- Legion of Merit (2-Mal)
- Distinguished Flying Cross  (2-Mal)
- Bronze Star Medal (2-Mal)
- Air Medal
- Purple Heart